# 祐仙勇
祐仙 勇（ゆうせん いさむ、1982年1月10日 - ）は、日本の男性声優。大阪府出身。

## 略歴
2011年、アミューズメントメディア総合学院声優学科卒業。2012年4月1日、81プロデュースジュニア所属。

## 人物
方言は関西弁。趣味・特技は料理、バイク。

## 出演
太字はメインキャラクター。

### テレビアニメ
2012年
- CØDE:BREAKER（鬼桜組組員）
- PSYCHO-PASS サイコパス（2012年 - 2013年、スタッフ、男）
- 絶園のテンペスト（社内の部下）
- ダンボール戦機W（ジャック・ジェラート）
- ヨルムンガンド PERFECT ORDER（鏑木）
- ROBOTICS;NOTES（2012年 - 2013年、記者C、タカシパパ、プリースト1）

2013年
- RDG レッドデータガール（田村）
- アウトブレイク・カンパニー
- キルラキル（裁縫部員B）
- ぎんぎつね（担任、男性教師）
- THE UNLIMITED 兵部京介（クルー、ESP部隊兵、USEI隊員）
- ジュエルペット ハッピネス（2013年 - 2014年、船長、男子生徒A）
- 東京レイヴンズ（2013年 - 2014年、呪捜官たち、酔っ払いC、アナウンス、生徒A、職員）
- ポケットモンスター ベストウイッシュ シーズン2（プラズマ団部下、密猟者）
- 名探偵コナン（2013年 - 2015年、宅配員、鑑識官、牛乳配達員）
- よんでますよ、アザゼルさん。Z（男、サル悪魔）
- ワルキューレ ロマンツェ（教官、生徒会役員、店主）

2014年
- Wake Up, Girls!（2014年 - 2017年、浅津正樹、支配人、ハモリ、バンドメンA、カメラマン 他） - 2シリーズ
- クレヨンしんちゃん（男性スタッフ）
- シドニアの騎士（操縦士）
- ジョジョの奇妙な冒険 スターダストクルセイダース（野次馬B）
- そにアニ -SUPER SONICO THE ANIMATION-（商店街の店主A）
- 団地ともお（2014年 - 2015年、大佐カードの店員、数学の教師） - 1シリーズ + 特別編1本
- ディーふらぐ!（大濠）
- となりの関くん（男子生徒B）
- 曇天に笑う（土屋ヤス、岩倉具視、看守、町人、大木の部下）
- ハイキュー!!（2014年 - 2020年、松川一静、小原豊） - 4シリーズ
- ヒーローバンク（悪漢A、中学生A）
- プリパラ（2014年 - 2016年、先生、駅員、ひびきパパ） - 2シリーズ
- ポケットモンスター XY（2014年 - 2016年、職員、音声、スタッフB） - 1シリーズ + 特別編2本
- メカクシティアクターズ（ニュースキャスター）

2015年
- アイカツ!（三浦健司）
- アイドルマスター シンデレラガールズ（警察官C、スタッフA、舞台監督、凛の父、アナウンサー、警察官、記者、部下、社員、客、男性スタッフ、スタッフ）
- アルスラーン戦記（兵士）
- 怪盗ジョーカー シリーズ（2015年 - 2016年、手下A、キャプテンブラック） - 2シリーズ
- 境界のRINNE（老人B、鬼警察官、だまし神C、レスラーの霊）
- Classroom☆Crisis（ユウジ部下B）
- クロスアンジュ 天使と竜の輪舞（市民）
- 冴えない彼女の育てかた（駅アナウンス）
- 少年ハリウッド -HOLLY STAGE FOR 50-（ディレクター）
- デュエル・マスターズ VSR（デュエマ警察A）
- パンチライン（警官B）
- Fate/kaleid liner プリズマ☆イリヤ ツヴァイ ヘルツ!（父）
- プラスティック・メモリーズ（ミチル父、医師）
- ベイビーステップ（ギャラリー、矢河辺忠則）
- 魔法少女リリカルなのはViVid（ドクター）

2016年
- 紅殻のパンドラ（チンピラB）
- ジョジョの奇妙な冒険 ダイヤモンドは砕けない（不良A、堺、老漁師、船長、老人、森下一郎、ウェイター、大家 他）
- ハイスクール・フリート（東舞校主任）
- ハンドレッド（男）
- マギ シンドバッドの冒険（兵士、舵手）

2017年
- 霊剣山 叡智への資格（男）
- 笑ゥせぇるすまんNEW（上司、社員、若者、焼き鳥屋店主、酔っ払い 他）
- Caribadix（クレイン、ナレーション 他）
- ボールルームへようこそ（岩熊善徳）
- THE REFLECTION（アルファ、男1）
- 100%パスカル先生（社員、漫才師パスカル）

2018年
- おそ松さん（ナレーション）
- タイムボカン 逆襲の三悪人（アレン）
- 魔法少女サイト（クラスの担任）
- LOST SONG（ベロウ）
- フルメタル・パニック! Invisible Victory（ダオの手下A）
- 中間管理録トネガワ（牧場長）
- カードファイト!! ヴァンガード（2018年 - 2020年、守護聖獣 ネメアライオン、神技の騎士 ボーマン、タツヤの父） - 2シリーズ
- 逆転裁判 〜その「真実」、異議あり!〜（駅員）
- 殺戮の天使（レイチェルの父）

2020年
- 宝石商リチャード氏の謎鑑定（伊藤兼敏）
- ランウェイで笑って（周防一哉）

2021年
- ゆるキャン△ SEASON2（バス券売所係員）
- RE-MAIN（武藤雄介）

2022年
- 佐々木と宮野（先生）

2023年
- 異世界でチート能力を手にした俺は、現実世界をも無双する〜レベルアップは人生を変えた〜（東郷）
- るろうに剣心 -明治剣客浪漫譚- (2023)（渋海）
- ミギとダリ（刑事A）
- きのこいぬ（医師）
- 星降る王国のニナ（フォルトナ王）

### 劇場アニメ
- 劇場版 シドニアの騎士（2015年、操縦士）
- ハーモニー（2015年）
- 曇天に笑う〈外伝〉 〜決別、犲の誓い〜（2017年、土屋ヤス）
- 鹿の王 ユナと約束の旅（2022年、ヨキ）
- 映画 佐々木と宮野ー卒業編ー（2023年、先生）

### OVA
- 史上最強の弟子ケンイチ（2014年、ヤクザ）※単行本第55巻OVA付き特装版
- マギ シンドバッドの冒険（2014年、兵士、舵手）※単行本第4・5巻OVA付き特別版

### Webアニメ
- サクラ革命 〜華咲く乙女たち〜 スペシャルアニメ（2020年、島民）
- ヴァンパイア・イン・ザ・ガーデン （2022年、教官、村人）

### ゲーム
2012年
- エクストルーパーズ（偵察部）
- ダンボール戦機W（ジャック・ジェラート）

2015年
- ヴァリアントナイツ（リカルド＝クロスロード）
- ザクセスヘブン（十部雪之丞、円鬼）
- ポポロクロイス牧場物語（町の住人）
- 少女とドラゴン-幻獣契約クリプトラクト- (ディートハルト)

2017年
- クイズRPG 魔法使いと黒猫のウィズ（ルドルフ・マイヤー）

2018年
- モンスターハンター：ワールド（総司令）
- モンスターストライク（2018年 - 2024年、ヘカトンケイル、刹那、ヴィーラ）
- CARAVAN STORIES（ネーキッド）

2019年
- Days Gone（ディーコン・セントジョン）
- MISTOVER（マルク）
- グランブルーファンタジー（強欲のライゾウ）

2020年
- ファイナルファンタジーVII リメイク
- The Last of Us Part II
- 聖闘士星矢 ライジングコスモ（カシオス、地獄の番犬座・ダンテ）
- Marvel's Spider-Man:Miles Morales（リック・メイソン）
- コール オブ デューティ ブラックオプス コールドウォー（ローレンス・シムス）

2021年
- 共闘ことばRPG コトダマン（刹那）
- 鬼滅の刃 ヒノカミ血風譚

2022年
- タクティクスオウガ リボーン

2023年
- ファイナルファンタジーXVI
- 悪魔執事と黒い猫（サルディス・フブキ）

2024年
- グランブルーファンタジー リリンク
- ファイナルファンタジーVII リバース
- ユニコーンオーバーロード（ルノー）
- 真・女神転生V Vengeance（サタン）
- モンソニ!（刹那）
- 聖剣伝説 VISIONS of MANA
- コール オブ デューティ ブラックオプス 6（ローレンス・シムス）

### ドラマCD
- SolidS vol.4（ディレクター）
- ハルモニアの気がかり（農民）

### BLCD
- 豪華客船で恋は始まる 8（ローレンス）
- 相愛えろ期（沢井圭）
- だってまおうさまは彼が嫌い 2・3（聖）
- 玉響（生徒）
- 同人で感じて（亀岡、監督）
- 眠り王子にキスを（大野井良幸）
- バニラリゾート（社員）
- 寄越す犬、めくる夜 1・2（佐治）
- リンクス -Links-（佐渡の父）

### デジタルコミック
- ENSOKU テンプリズム（2014年、事九）

### 吹き替え

#### 映画
- アウトポスト37（ノース）
- アリー/ スター誕生（フィル〈グレッグ・グランバーグ〉[20]）
- アントマン&ワスプ（男性ガイド[21]）
- ガーディアンズ（ハン〈サンジャル・マディ〉）
- クライム・スピード（シュガー〈アリウネ・“エイコン”・チアム〉）
- くるみ割り人形と秘密の王国（背の低い執事）
- 最愛の大地（ダルコ）
- ザ・レジェンド（ガオ）
- シークレット・パーティー（プラシャント）
- 白雪姫[22]
- 真実（助監督）
- スイートガール（サントス〈マヌエル・ガルシア＝ルルフォ〉）
- スリープオーバー ～夜の大冒険～（レオ〈ジョー・マンガニエロ〉）
- ゼロ・グラビティ（ラジオDJ）
- ゾーイの秘密アプリ
- 大統領の執事の涙（ハワード〈テレンス・ハワード〉）※ソフト版
- ダウントン・アビー（ヘンリー・タルボット〈マシュー・グード〉[23]）
- トゥモローランド（若者[24]）
- ドクター・ストレンジ（ルシアン / ストロング・ゼロッツ〈スコット・アドキンス〉[25]）
- トリプル・スレット（ジャカ〈イコ・ウワイス〉[26]）
- パーフェクト・プラン（ダンカン〈トマス・アーノルト〉）
- ビトウィーン・トゥ・ファーンズ: ザ・ムービー（ジョン・レジェンド〈本人役〉）
- 美人ライターレーンの恋愛記事
- 42 〜世界を変えた男〜（ハーマンスキー 他）
- Free Fall（ラジオDJ）
- ベルベット・アサシン
- ホビット 決戦のゆくえ（父親）
- マイル22（リー・ノア〈イコ・ウワイス〉）
- マッド・ナース（スティーヴ〈コービン・ブルー〉）
- マッドマックス 怒りのデス・ロード（ウォー・ボーイズ隊長4）※劇場公開版
- マニアック（薬剤師）
- ラ・ラ・ランド（キース〈ジョン・レジェンド〉）
- REBEL MOON: パート1 炎の子
  - REBEL MOON: パート2 傷跡を刻む者
- われらが背きし者（ルーク〈ハリド・アブダラ〉）

#### ドラマ
- ARROW/アロー（ライター、ヴィンセントソベル）
- ウォーキング・デッド（ドワイト）
- NCIS:LA 〜極秘潜入捜査班（ケイシー・フリード 他）
- エレメンタリー ホームズ&ワトソン in NY
- クイーンズ・ギャンビット
- グッド・ワイフ
- コウラン伝 姉皇帝の母
- 殺人を無罪にする方法（オリバー・ハンプトン〈コンラッド・リカモラ〉）
- シー・ハルク:ザ・アトーニー（パグ）
- セーブ・ミー 不良ママのハッピーセラピー編（アンドレ）
- 相続者たち（キム・ウォン）
- ダウントン・アビー（ヘンリー・タルボット〈マシュー・グード〉）
- ドクター・フー ニュー・ジェネレーション（ウォー・ドクター〈ジョン・ハート〉、9代目ドクター〈クリストファー・エクルストン〉、ストラックス 他）
- 西海岸捜査ファイル グレイスランド（新人捜査官 他）
- パルス（ザンダー・フィリップス〈コリン・ウッデル〉）
- ファーストレディ（バラク・オバマ〈O・T・ファグベンル〉[27]）
- ブラインドスポット タトゥーの女
- フロム・ダスク・ティル・ドーン ザ・シリーズ（フレディ・ゴンザレス〈ジェシー・ガルシア〉）
- 星から来たあなた（イ・ジェギョン〈ジン・ソンロク〉）
- RED WIDOW（レオン 他）

#### アニメ
- 悪魔バスター★スター・バタフライ（トフィー）
- アルティメット・スパイダーマン VS シニスター・シックス（グルート）
- ガーディアンズ・オブ・ギャラクシー（グルート）
- きかんしゃトーマス（ハリケーン、グスタボ、ステファノ 他）
  - きかんしゃトーマス トーマスのはじめて物語〜The Adventure Begins〜
  - きかんしゃトーマス とびだせ!友情の大冒険
  - きかんしゃトーマス チャオ!とんでうたってディスカバリー!!
- ジョン・ヘンリー
- ズートピア（メタルファンのサイ）
- トランスフォーマー アドベンチャー（スリップストリーム）
- マーベル ロケットとグルート（グルート）
- マイロ・マーフィーの法則（オートン、モート、マーティン）
- ヤング・ジャスティス（ブルービートル）

### 特撮
- ウルトラマンX（サーベル暴君マグマ星人の声）

### ボイスオーバー
- キンダーフィルムフェスティバル「アングリーマン」（王様）

### 舞台
- 81PRODUCE Presents若手リーディング公演　声瞬-SEISHUN-[28]
  - この握りめし（信濃屋）
  - 猿飛佐助（宝蔵院の坊主）

### オーディオブック
- オーディオドラマ 海賊とよばれた男〈2014年、白石庸次郎[29]）
- 三体（2019年、朗読[30]）
- 新宿鮫シリーズ（2019年、朗読[31]）
  - 狼花 新宿鮫9
  - 絆回廊 新宿鮫10
  - 鮫島の貌 新宿鮫短編集
- RIGHT×LIGHT（2020年、宮島通 ほか）
- 猫にはなれないご職業（2020年、朗読、タマ[32]）

### シリーズ一覧
1. ↑  第1期（2014年）、第2期『新章』（2017年）
2. ↑  第1期（2014年）、第2期『セカンドシーズン』（2016年）、第4期『TO THE TOP』第1クール（2020年）、第4期『TO THE TOP』2クール（2020年）
3. ↑  1stシーズン（2014年）、2ndシーズン（2016年）
4. ↑  シーズン2（2015年）、シーズン3（2016年）
5. ↑  中・高校生編（2018年 - 2019年）、新右衛門編（2020年）